# Nhóm ngôn ngữ Goidel
Nhóm ngôn ngữ Goidel hay nhóm ngôn ngữ Gael (tiếng Ireland: teangacha Gaelacha; tiếng Gael Scotland: cànanan Goidhealach; tiếng Man: çhengaghyn Gaelgagh) là một trong hai nhánh ngôn ngữ Celt hải đảo; nhánh kia là nhóm ngôn ngữ Britton.
Các ngôn ngữ Goidel trong lịch sử từng tạo nên một dãy phương ngữ kéo dài từ Ireland qua đảo Man đến Scotland. Ngày nay có ba ngôn ngữ Goidel: tiếng Ireland (Gaeilge), tiếng Gael Scotland (Gàidhlig) và tiếng Man (Gaelg). Người bản ngữ cuối của tiếng Man qua đời vào thế kỷ XX song ngôn ngữ này đang trong quá trình phục hồi.

## So sánh

### Số đếm
| #   | Tiếng Ireland | Tiếng Gael Scotland | Tiếng Man |
| --- | ------------- | ------------------- | --------- |
| 1   | aon           | aon                 | nane      |
| 2   | dó            | dà                  | jees      |
| 3   | trí           | trì                 | tree      |
| 4   | ceathair      | ceithir             | kiare     |
| 5   | cúig          | còig                | queig     |
| 6   | sé            | sia                 | shey      |
| 7   | seacht        | seachd              | shiaght   |
| 8   | ocht          | ochd                | hoght     |
| 9   | naoi          | naoi                | nuy       |
| 10  | deich         | deich               | jeih      |
| 11  | aon déag      | aon deug            | nane-jeig |
| 12  | dó dhéag      | dà dheug            | daa-yeig  |
| 20  | fiche         | fichead             | feed      |
| 100 | céad          | ceud                | keead     |